# Мілан Бандич

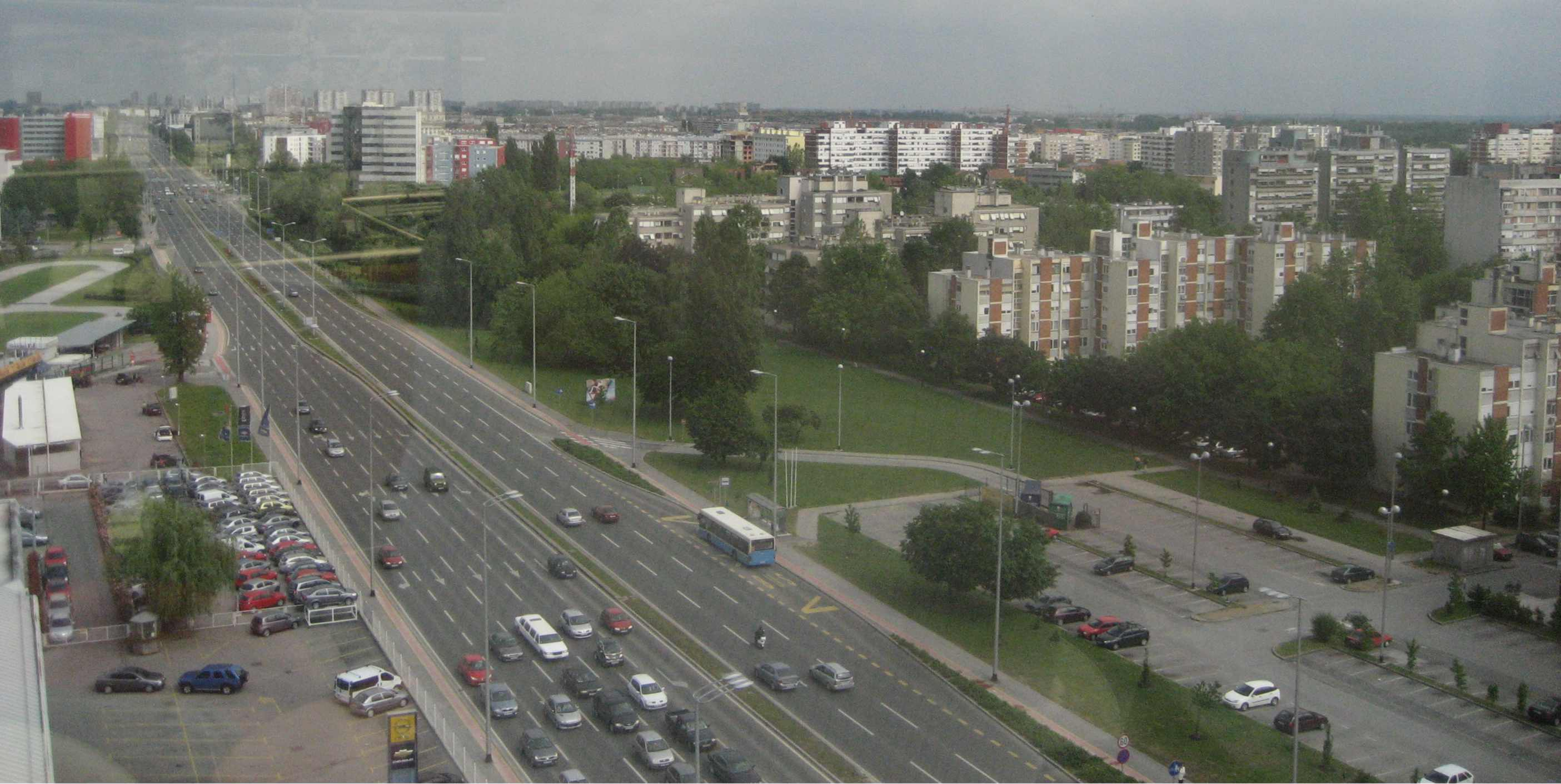
Оновлений Загребський проспект

Мі́лан Ба́ндич (хорв. Milan Bandić МФА: [mǐlan bâːndit͡ɕ:]; 22 листопада 1955, Груде, Боснія і Герцеговина — 28 лютого 2021, Загреб) — впливовий хорватський політик, шість разів обіймав посаду міського голови столиці Хорватії Загреба. Чільний діяч Соціал-демократичної партії Хорватії у 2000—2009 роках. 2007 року невдало балотувався на посаду голови партії. Попри це залишався одним із основних суперників голови партії Зорана Мілановича. 5 листопада 2009 р. оголосив про свій намір балотуватися на пост президента, порушивши статут партії (що призвело до його автоматичного виключення з її лав). 10 січня 2010 р. програв президентські вибори офіційному кандидатові від СДП Іво Йосиповичу у другому турі виборів.
Хоча й визнаний у 2002 році найпопулярнішим політиком СДП за знамените формулювання «24 години він присвячує себе служінню загребцям», Бандич також ославився низкою дій і заяв, які він зробив на посаді мера. Бандича вважають практичним мером за його честолюбні задуми і ряд пов'язаних із Загребом започаткованих ним проєктів. До числа його заслуг відносять реконструкцію частини Люблянського проспекту (тепер — Загребський проспект), озера Бундек і Реметинецького кругового перехрестя, роботи над Ареною Загреб та мостом Батьківщини (який він відкрив за час свого третього строку повноважень).
Прихильно ставився до співробітництва Хорватії та України, виступав за офіційне встановлення побратимських зв'язків між Загребом і Києвом, особисто сприяв відкриттю у хорватській столиці пам'ятника Шевченку на вулиці Українській.

## Життєпис

### Ранні роки
Народився в сім'ї Йозо Антуна Бандича та Благиці Томич на хуторі Бандича Бріг, що в громаді Груде, у тодішній Народній Республіці Боснія і Герцеговина. Був середньою дитиною в сім'ї, маючи старшого брата і молодшу сестру. У дитинстві Бандич був міністрантом у місцевій церкві. Закінчивши початкову та середню школу у містечку Груде, одержав студентський кредит і поїхав навчатися в Загреб у 1974 році. Там вступив на факультет політичних наук Загребського університету. Навчання поєднував із важкою фізичною працею: розвантажував цукор і вугілля, штукатурив фасади міських будівель тощо. Заробіток був солідним, і це дозволило йому зібрати гроші, щоб повернути студентський кредит. У ті студентські часи він також зустрів свою майбутню дружину Весну на танцях у Студентському центрі. У цьому шлюбі пізніше народиться дочка Ана-Марія.
Здобувши вищу освіту, відслужив у війську і влаштувався на роботу в загребське «Ледо», де працював до 1983 р. На самому початку університетський диплом не допоміг йому з роботою, тому першим робочим місцем Бандича була праця в холодильній камері за температури -25°С. Через півроку йому вдалося влаштуватися на роботу службовцем.
Із 1983 року як політичний працівник професійно займався питаннями «загальнонародної оборони та суспільного самозахисту» у муніципальному комітеті правлячої тоді партії СКХ загребського району Пещениця. Він не дуже любив сидіти в кабінеті і часто бував серед людей, кажучи по-народному, на місцях. Саме тут на перший план вийшла його здібність спілкування з людьми. З приходом у Хорватію багатопартійності та під час Вітчизняної війни, коли СКХ мав найнижчу популярність серед хорватських виборців, Бандич не вступив до іншої партії і не вийшов з комуністичної партії, так би мовити, посипаючи голову попелом. Навпаки, залишався вірним своїй політичній силі та продовжував працювати на Пещениці, вірячи, що його тепер соціал-демократична партія повернеться на хорватський політичний небосхил як важливий чинник.

### Політична кар'єра
Кар'єрне сходження Бандича розпочалося 1993 року, коли він став секретарем міської організації СДП. 1995 року його обрали депутатом міської ради Загреба. 1997 року він став головою Загребської організації СДП. На додачу до цієї посади входив до Головної ради СДП. Вперше вступивши на посаду мера (1997 р.), Бандич спричинив перший скандал, найнявши 14 радників, що коштувало місту Загребу додаткових 150 тис. кун на місяць. Через три роки (2000) обраний мером Загреба на дострокових виборах, а очолювана ним коаліція набрала 52% голосів. Міським головою хорватської столиці залишався до березня 2002 року, коли подав у відставку через справу за фактом його невдалої спроби підкупу поліціянта, який спіймав Бандича за кермуванням автомобілем у нетверезому стані. Проте у 2005 та 2009 роках він був переобраний на посаду міського голови.

### Спірні питання
З іменем Мілана Бандича були пов'язані численні суперечності. Проти нього ще до його висунення кандидатом у президенти в листопаді 2009 року було подано понад 250 кримінальних звинувачень.
1996 року він розлучився з дружиною Весною, з якою повторно побрався 2003 року, що дало підстави громадськості припускати, що вони розлучилися тільки для того, щоб Бандичу спростити придбання квартири, в якій вони жили. Для розслідування цих тверджень журналісти видання «Jutarnji list» поспілкувались із сімома його сусідами по будинку, в якому мешкали Бандичі, і всі його сусіди підтвердили, що Весна Бандич ніколи надовго не покидала квартиру, незважаючи на розлучення. На прохання прокоментувати Бандич сказав, що сусіди можуть говорити що завгодно.
З жовтня 2007 року Бандич перебував під слідством УСКОКу за кількома правочинами, що він уклав на посаді мера Загреба, із яких найбільшу увагу ЗМІ привернув обмін земельної ділянки на перетині вулиці Максимирської та проспекту Гойка Шушака на землю в Сесветському Кралевці. УСКОК запідозрив його в укладанні шкідливої угоди на підставі неправильної оцінки вартості цих земель. Двома фірмами, з якими Бандич підписав угоду, керували недосвідчені студенти, що викликало додаткові сумніви та громадський інтерес.
2006 року Бандич оголосив про оновлення Квіткової площі в Загребі. Обраний проєкт передбачав будівництво торговельно-житлового центру та знесення двох історичних будівель на площі, а також скорочення пішохідної зони на вулиці Варшавській заради будівництва гаража. Проєкту протистояли громадські об'єднання та представники інтелігенції, архітектори, мистецтвознавці, актори і чимало видатних працівників культури Загреба. Асоціація «Право на місто» організувала протести та зібрала 55 000 підписів проти проєкту, запевняючи, що тим самим знищується Нижнє місто, тобто історичне ядро Загреба та його культурна спадщина. Під тиском Бандича на державні міські служби було змінено Генеральний містобудівний план Загреба з тим, щоб таки провести в життя цей задум у центрі міста. У серпні 2009 року на Квітковій площі було зруйновано дві історичні будівлі: будинок загребського книговидавця і мецената Ігнята Граніца та будинок поета Владимира Видрича. На їхньому місці споруджено торговельний центр.
Увечері 19 жовтня 2014 року Бандича разом із 18 іншими посадовцями заарештували за підозрою у скоєнні злочинів, пов'язаних із Загребським холдингом. За його відсутності посаду мера з 19 жовтня 2014 року по 26 березня 2015 року обіймала його заступниця Сандра Швалєк. Через певні розбіжності між ними надані їй на це повноваження Бандич скасував. Таким чином Швалєк звільнилася від усіх своїх службових обов'язків у місті. 26 березня 2015 року до виконання обов'язків міського голови приступила друга заступниця Бандича Весна Кусин. 10 квітня 2015 року Загребський окружний суд постановив, що на час розгляду справи Бандич повинен бути звільнений із в'язниці, після чого він повернувся на посаду мера.

### Стан здоров'я і смерть
3 липня 2003 року після засідання Загребської міської ради Бандич звернувся по медичну допомогу, заявивши, що йому стало погано під час сесії. ЗМІ повідомляли, що у нього був мікроінсульт, а офіційне пояснення полягало в тому, що виснаження і перевтома призвели до спазму кровоносної судини в його ендокраніумі. Він був на кілька тижнів госпіталізований, після чого поїхав на оздоровлення у Крапинські Топлиці і повернувся до своїх обов'язків у вересні.
Бандич був завзятим бігуном на довгі дистанції, називаючи себе «бігозалежним». За його словами, він щоранку в робочий день пробігав 10 км, а у березні 2008 року пробіг 61-кілометровий ультрамарафон Загреб—Чазма.
28 лютого 2021 року у віці 65 років Бандич помер від серцевого нападу в загребській клінічній лікарні Святого духу.